# Tour de l'horloge de Nîmes
Pour les articles homonymes, voir Tour de l'Horloge.

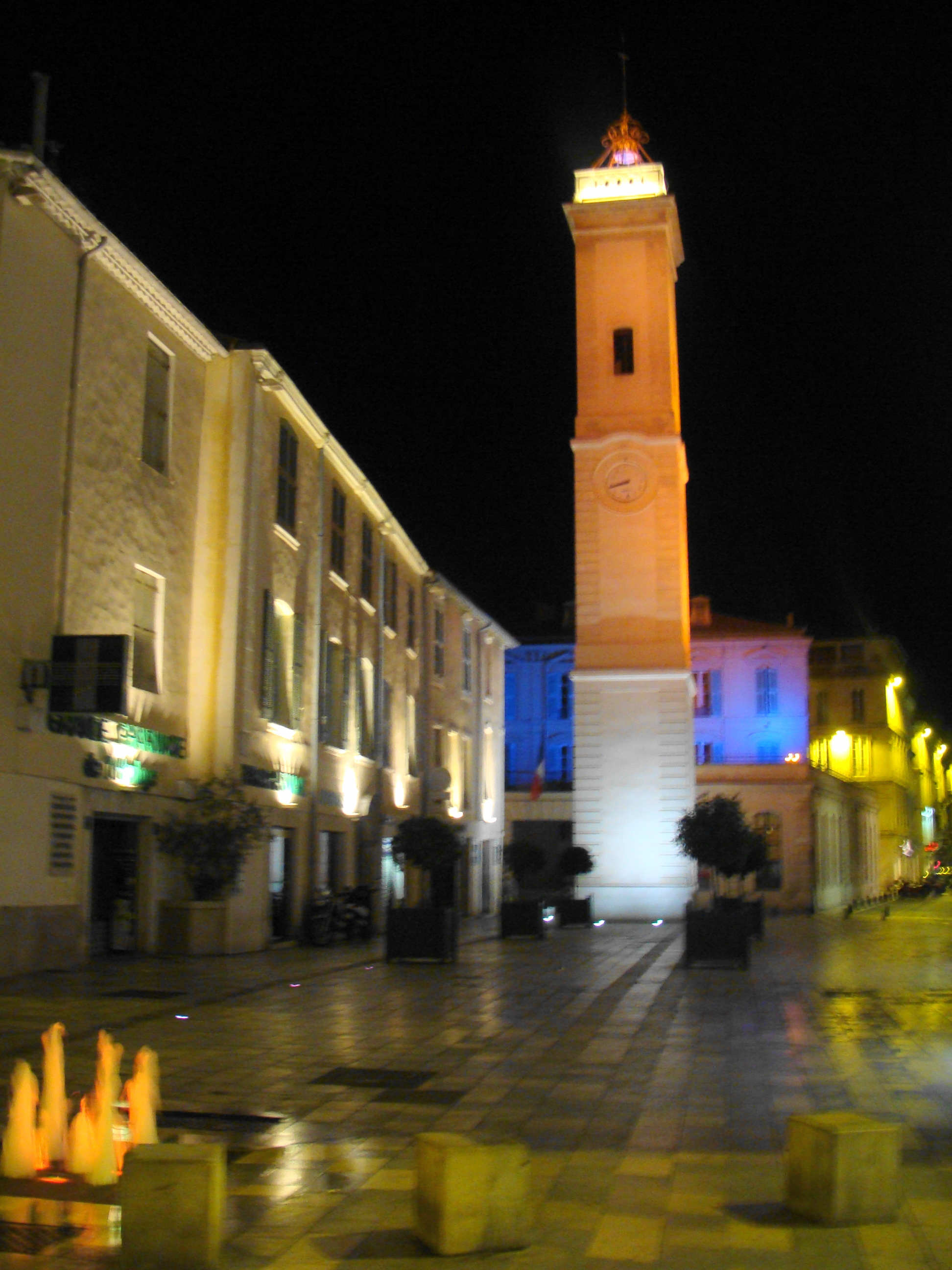
Tour de l'horloge de Nîmes

La tour de l'horloge de Nîmes est une tour horloge de 31 mètres de hauteur dans le centre historique de la ville de Nîmes, dans le département du Gard et la région Occitanie. L'édifice actuel fut reconstruit de 1752 à 1754, en lieu et place d'un beffroi plus ancien du XVe siècle. La terrasse sommitale supporte un élégant campanile en fer forgé en forme de couronne enserrant la cloche des heures.